# Gahus siccus
Gahus siccus är en stekelart som beskrevs av Ian D. Gauld 1984. Gahus siccus ingår i släktet Gahus och familjen brokparasitsteklar. Inga underarter finns listade i Catalogue of Life.